# 栃木県消防学校
栃木県消防学校（とちぎけんしょうぼうがっこう）は、栃木県が設置する消防学校。栃木県内の消防本部で新規採用された消防職員を対象とした初任教育をはじめとして、消防職員・消防団員を養成するための教育訓練を実施している。校内に栃木県防災館や備蓄倉庫を併設し、栃木県消防防災総合センターを形成する。

## 教育訓練
消防学校の教育訓練は、大きく消防職員教育と消防団員教育に分けられ、対象者によって細分される。半年に渡って実施される消防職員教育の初任教育以外は、短期のものが多い。
消防学校は栃木県県民生活部消防防災課が所管し、校長・教頭・職員9人の計11人で運営する。職員9人のうち、4人は派遣職員である。このほか、県内各消防本部の総務課長（または相当職）、栃木県消防協会事務局長、県消防防災課課長補佐、消防学校長で構成する学校運営協議会が関与する。

### 消防職員教育
初任教育、専科教育、幹部教育、特別教育に分けられる。1962年（昭和37年）の開校から2017年（平成29年）度までに延べ15,929人が修了した。すべての課程を終えることを修了と称し、修了生は修了証書が交付される。ただし、初任教育の修了生は卒業証書を授与され、その他の修了生は修了証書に加え、栃木県章をあしらった記念章も授与される。
初任教育は、新規採用または過去に初任教育を受講していない消防職員を対象として、2018年（平成30年）度は4月9日から9月21日までの115日間開講した。学生はこの間、倫理・法規・服務と勤務などについて学ぶ基礎教育を62時間、予防広報・危険物・火災防禦などについて学ぶ実務教育を212時間、消防活動訓練・救助訓練・機器取扱訓練などを実践する実科教育を531時間履修する。初任教育の伝統行事として長距離歩行訓練がある。体力づくりや助け合いの精神の育成を目的に行われるもので、少なくとも平成初期から行われていた。2021年（令和3年）は5月25日に実施し、消防学校から宇都宮市道場宿町までの往復約40 kmを約10時間で全学生が完歩した。ただ歩くだけでなく、往路は約50 kgの人形を担架で運ぶ訓練も併せて行われた。
専科教育は、警防科・特殊災害科・予防査察科・火災調査科・危険物科・救急科・救助科に細分され、それぞれの専門職員を養成する。毎年開講する科と隔年開講の科が存在し、科によって開講日数が異なる。2018年（平成30年）度は危険物科以外は開講し、最短の特殊災害科は7日間、最長の救急科は41日間の教育訓練が実施された。
幹部教育は、消防司令補・消防士長対象の初級幹部科と、消防司令・消防司令補（人事・業務管理担当）対象の中級幹部科に分けられ、初級幹部科は10日間、中級幹部科は5日間受講する。上級幹部科、新任消防長研修が開講される年もある。
特別教育は水難救助科（8日間）と救急救命士処置範囲拡大等追加講習（講習内容により日数は変動）を毎年開講し、必要に応じてその他の科目・講習を開くことがある。

### 消防団員教育
基礎教育、幹部教育、特別教育に分けられる。1962年（昭和37年）の開校から2017年（平成29年）度までに延べ48,691人が修了した。
基礎教育は実務経験3年未満の消防団員を対象に開講し、7時間の課程を1日間履修する。
幹部教育は指揮幹部科（現場指揮課程）と指揮幹部科（分団指揮課程）に分かれ、2日間履修する。現場指揮課程は消防団で部長または部長と同等程度の経験を持つ班長以上の消防団員（=初級幹部）、分団指揮課程は分団長・副分団長（=中級幹部）を対象とする。いずれも2日間履修する。
特別教育は基礎教育・幹部教育の対象にならない消防団員に対して、必要に応じて開講する。過去に運転専科、現地教育の課程が開講されたことがある。

## 学校施設

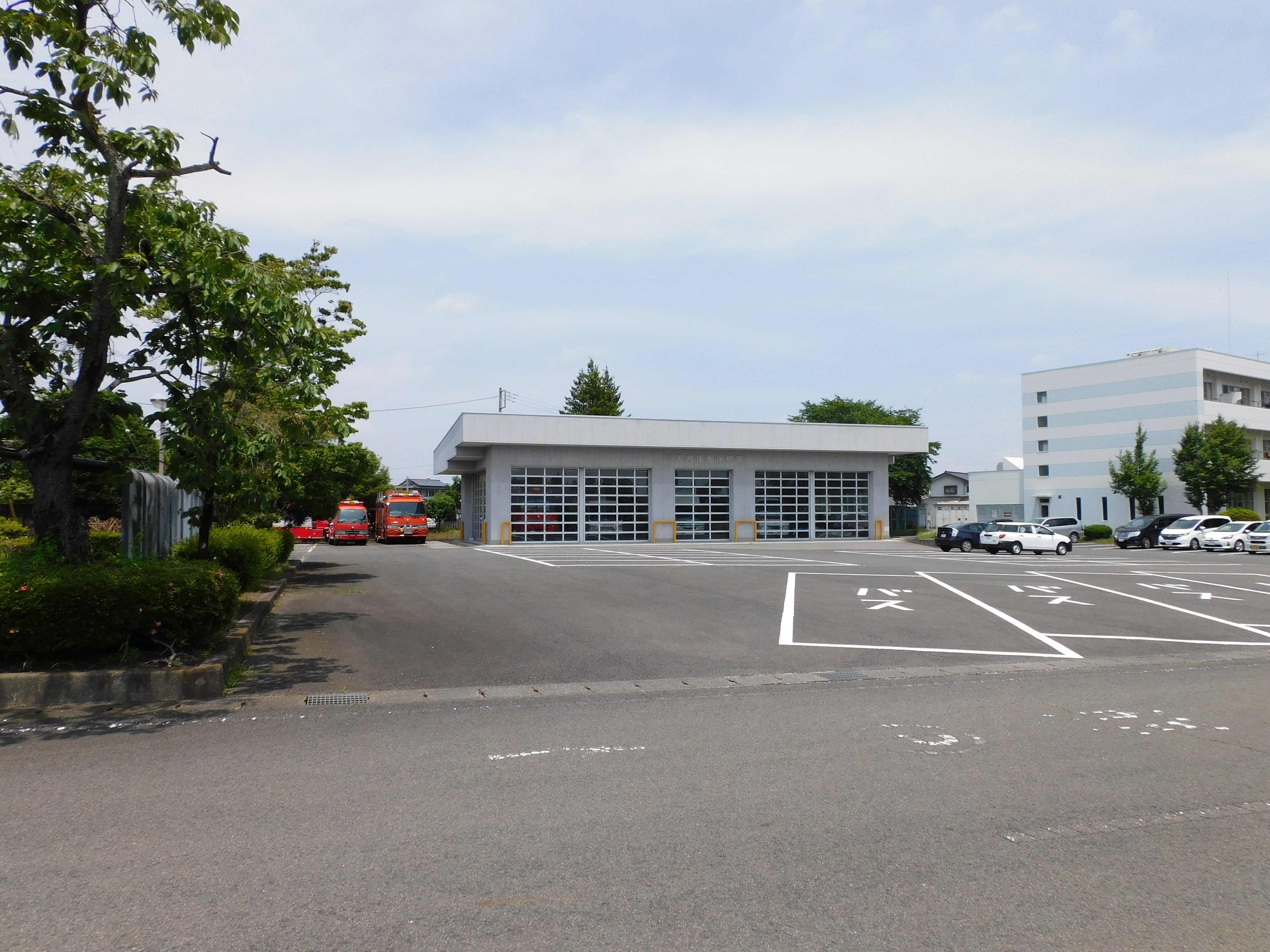
災害救援車車庫

校舎は、教室や実験室、校長室などのある本館（鉄筋コンクリート構造2階建て、延床面積1,347.12 m2）、寄宿舎に当たる宿泊研修館（鉄筋コンクリート構造3階建て、延床面積2,172.14 m2）、屋内訓練場（鉄骨構造2階建て、延床面積1,321.48 m2）が渡り廊下でつながっている。そのほか地上8階地下1階建ての主訓練棟と地上5階建ての補助訓練棟、水難救助訓練施設、防災訓練場などがある。
栃木県消防防災総合センターの施設として、栃木県防災館・備蓄倉庫・災害救援車車庫がある。

### 防災施設
備蓄倉庫（床面積387.96 m2）は、アルファ米・缶入りソフトパンなど食料16,134個、500 mLペットボトル入りの水25,188本、簡易トイレ・マスクなどの備蓄品も含めて合計59,927点の資材を備蓄しており、栃木県の管理する施設では最大の備蓄量を有する（2020年〔令和2年〕9月30日現在）。
災害救援車車庫（床面積270.84 m2）は、災害発生時に被災地へ駆けつけることができるよう、移動救護車2台を配備している。

## 学生生活

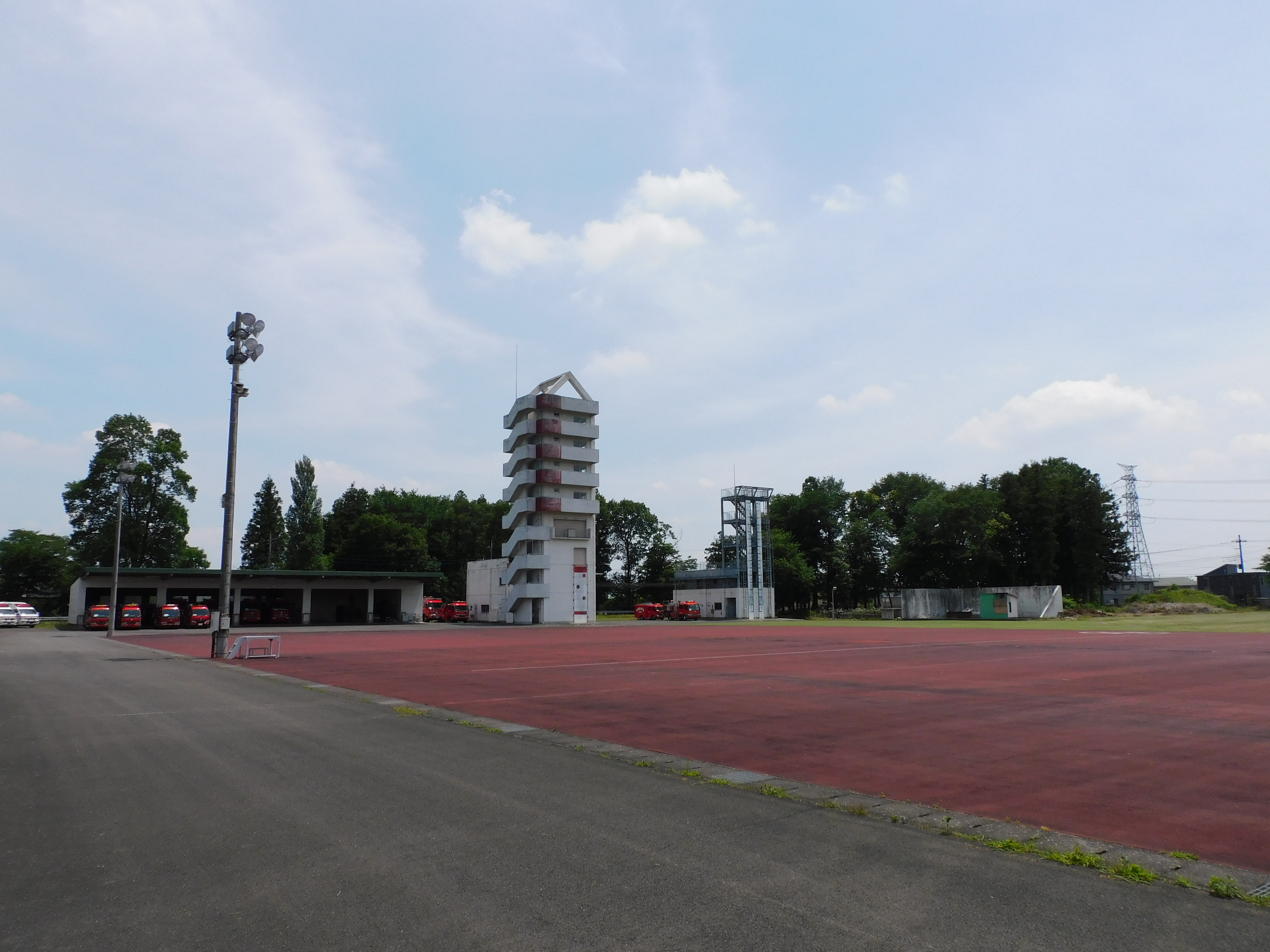
防災訓練場

消防学校の学生は原則、寄宿舎に入所しなければならず、生活時間は「学生心得」で細かく規定されている。起床は4月から9月が6時30分、10月から3月が6時45分で、15分以内に屋外訓練場に集合し、点呼を受け、体操を行う。清掃の後、7時30分に朝食を摂り、9時から午前の授業を受ける。
昼食は正午に摂り、13時から17時まで午後の授業を受ける。夕食は18時で、入浴は17時30分から21時の間に、各人に割り当てられた時間に行う。17時から18時までと21時から21時45分までは自習時間とされているが、火曜日・水曜日・木曜日は特別な教育課程がなければ、外出が認められる。21時45分に夜の点呼を受け、22時30分に一斉消灯により就寝する。在籍中は常に5分前行動を求められる。
学生は各科で総代・副総代・寮室の室長が任命され、日直当番・寮直当番・食事当番が割り当てられる。在籍中は、食費・寮費・教材費等の費用負担がある。

## 歴史
消防職員と消防団員の教育訓練を行うため、消防組織法第51条に基づき、1962年（昭和37年）7月に宇都宮市今宮で開校した。1971年（昭和46年）12月に本館を増築し、1978年（昭和53年）3月に屋内訓練場を新設した。1982年（昭和57年）には2月に屋外訓練場（校庭）、6月に体力錬成施設を整備するなど施設の拡充を図ってきたが、敷地が狭く建物の老朽化が進んできたため、1989年（平成元年）度より新施設の整備に取り組むこととなった。
移転先は河内郡上河内村大字中里（現・宇都宮市中里町）で、1990年（平成2年）に閉校した栃木県立宇都宮農業高等学校上河内分校の跡地である。1992年（平成4年）10月、中里に新築された校舎へ移転した。この時、栃木県防災館や備蓄倉庫などを併設し、栃木県消防防災総合センターが発足した。
なお、1978年（昭和53年）築の屋内訓練場は現存し、2005年（平成17年）度に改修工事を施した後、2006年（平成18年）4月より体育館分館の名称となり、ボクシング場・卓球場として利用されている。
2018年（平成30年）7月9日から7月13日にかけて、平野紫耀（King & Prince）が栃木県消防学校を訪れ、消防士の訓練を体験（番組では「弟子入り」と表現）する模様が朝の情報番組『ZIP!』で放送された。この回は、『ZIP!』のコーナー「DESHIIRI」の初回放送で、「もう一度見たいDESHIIRI」として2020年（令和2年）8月に再放送された。

## 防災館
栃木県防災館（とちぎけんぼうさいかん）は、栃木県宇都宮市中里町の栃木県消防学校敷地内にある博物館。県民に防災についての知識や技術を学習してもらうことを目的として栃木県が設置し、指定管理者制度により北関東綜合警備保障が管理運営を行う。（指定管理期間は2027年〔令和9年〕3月31日までの予定。）なお、北関東綜合警備保障は専務が栃木県の労働委員を務めているため、指定管理者の欠格事由に該当し、本来は指定管理者となることができなかったことが2023年（令和5年）11月18日に発覚した。この欠格事由は同年10月に削除されており、北関東綜合警備保障の管理者指定も取り消されなかった。
鉄筋コンクリート構造平屋建て一部2階建てで、延床面積は1,238.43 m2である。館内には各種体験室、視聴覚室、図書資料室などがあり、災害体験や避難訓練・応急処置・初期消火などの防災に関する体験学習を提供する。2019年（令和元年）度に実施した利用者アンケートによると、サービス内容・スタッフ対応・施設の安全管理の3項目のいずれも9割以上が、4段階評価で「満足」と回答している。
2023年（令和5年）1月現在、栃木県は、防災館の老朽化や来館者数の減少を理由として、栃木県総合運動公園に新施設の整備を検討している。

### 施設・設備
館内は9つの部屋やコーナーに分かれている。メインとなるのは4つの体験室で、地震・煙・大雨・大風を体験することができる。
地震体験室
関東大震災など過去の震災の再現や震度7までの揺れを体験できる。
煙の迷路体験室
ビル火災を想定した、煙の立ち込める迷路状の部屋を誘導灯を頼りに脱出する体験ができる。
大雨体験室
滝のような豪雨を体験できる。降雨量は3段階の設定がある。2021年（令和3年）6月現在、運用を休止している。
大風体験室
風速30 mまでの強風を体験できる。
家庭の防災対策コーナー・非常用品等展示室
台所や寝室に備えると役立つ、防火・耐震グッズや非常食を紹介する。
視聴覚室
収容定員は120人。防災関係の映画を放映する。上映作品はアニメーションからドキュメンタリーまで多様で、東日本大震災のビデオ映像や幼児向け作品もある。視聴覚室とは別に、少人数で鑑賞するためのミニシアターもある。
展示コーナー
災害・地震などのパネル展示がある。
2021年（令和3年）3月には、新型コロナウイルス感染症対策として、例年は体験型で行っていたイベントを企画展示に切り替え、「とちぎ防災展2021」を開催した。同展では、東日本大震災の被害状況や指定管理者の北関東綜合警備保障が被災者を受け入れる様子などを写真とパネルで展示し、令和元年東日本台風（台風19号）の被害状況やコロナ禍に欲しい非常持ち出し袋の中身に関する展示も行われた。

### 利用案内
- 開館時間：9時30分から16時30分まで（最終入館は15時30分）[33]
- 休館日：月曜日（祝日・栃木県民の日の場合は翌日）、年末年始[33]
- 入館料：無料[33]
  - 指定管理者の北関東綜合警備保障は有料の事業等を行っておらず、収入は指定管理料のみである[30]。
- トイレ：1か所[39]
- 飲食施設：なし[39]
- 駐車場：約30台、無料[39]

## 交通
公共交通機関を利用する場合、JR宇都宮駅西口から関東バス今里・玉生方面行きに乗車し、中里原十文字バス停で下車、徒歩約5分である。最寄り駅はJR氏家駅で西へ約7 km離れている。
最寄りのインターチェンジは東北自動車道上河内スマートICで、そこから5分程度で到達できる。スマートインターチェンジを利用できない場合の最寄りは同道宇都宮ICとなり、約30分かかる。栃木県防災館の来館者用駐車場が約30台分用意されている。消防学校の学生が校内に自動車で乗り入れる際には、事前の許可申請が必要で、在籍中は自動車の鍵を学校に預けなければならない。